# Evangelische Kirche Seelbach (Villmar)

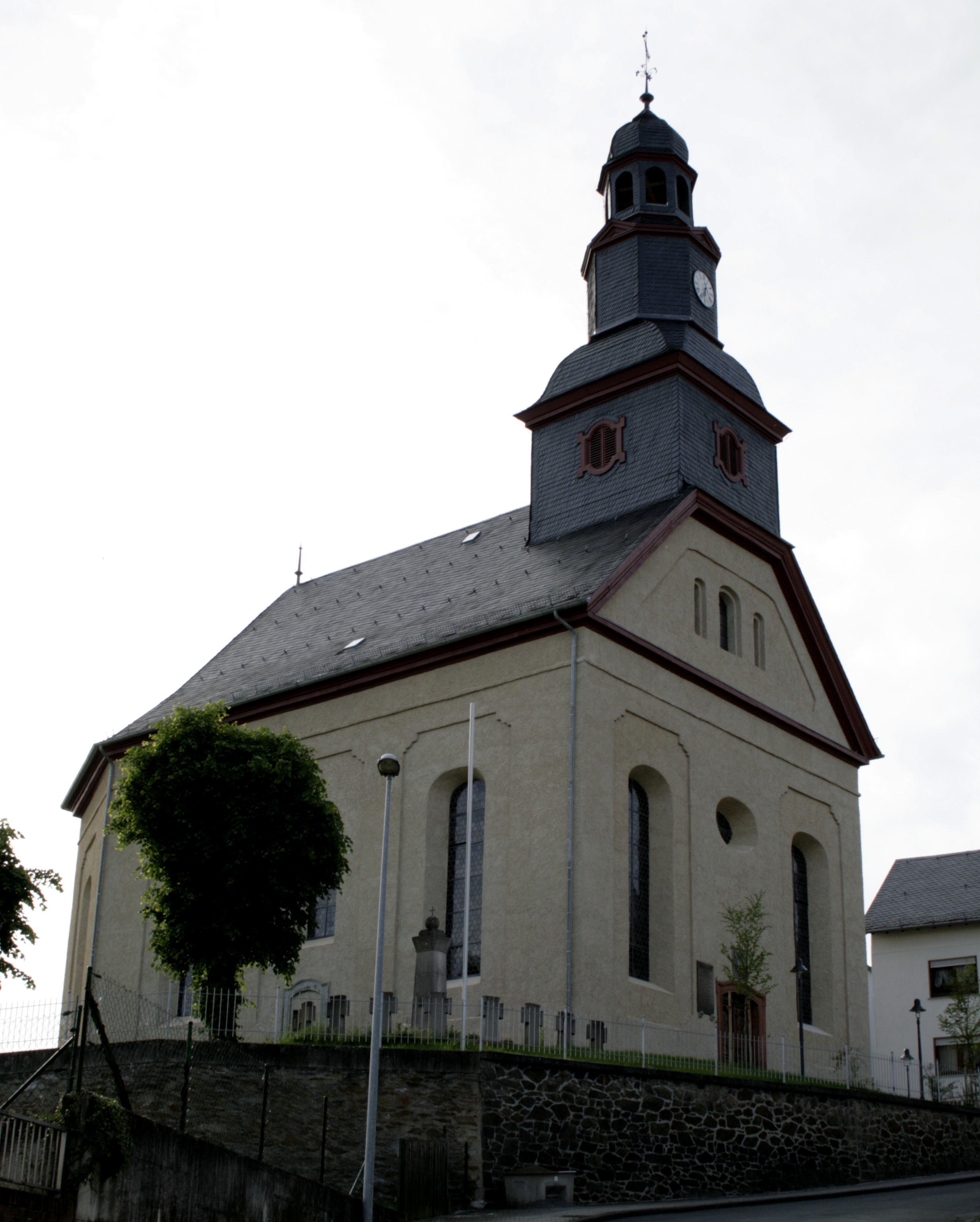
Evangelische Kirche Seelbach (Villmar)

Die Evangelische Kirche Seelbach (Villmar) ist ein denkmalgeschütztes Kirchengebäude, das im Ortsteil Seelbach der Gemeinde Villmar im Landkreis Limburg-Weilburg (Hessen) steht. Die Kirchengemeinde gehört zum Dekanat an der Lahn in der Propstei Nord-Nassau der Evangelischen Kirche in Hessen und Nassau.

## Geschichte
Als Ersatz für die 1767 abgebrannte mittelalterliche Kapelle wurde 1768 mit dem Neubau einer Kirche begonnen, die am 6. September 1772 eingeweiht wurde. In der Nacht vom 29. auf den 30. August 1873 brannte diese Kirche bis auf das rohe Mauerwerk ab. Ab 1874 erfolgte der Wiederaufbau der Kirche, die Einweihung fand am 3. Dezember 1876 statt.

## Beschreibung
Die neobarocke Saalkirche aus geschlemmten Bruchsteinen hat einen dreiseitig abgeschlossenen Chor. Die Wände sind mit flachen Blenden um die Bogenfenster gegliedert. Aus dem Satteldach des Kirchenschiffs erhebt sich über der Fassade ein quadratischer Dachreiter mit einem achteckigen Aufsatz für die Turmuhr, auf dem eine Laterne sitzt. Über dem Portal befindet sich das Wappen des Fürstentums Wied, das das Kirchenpatronat innehatte. 
Die Kirchenausstattung ist neobarock. Die 1873 gebaute Orgel hat 18 Register, zwei Manuale und ein Pedal.